# Saint-Bonnet-Laval
Saint-Bonnet-Laval é uma comuna francesa na região administrativa da Occitânia, no departamento de Lozère. Estende-se por uma área de 32.0 km², e possui 252 habitantes, segundo o censo de 2018, com uma densidade de 7.9 hab/km².
Foi criada, em 1 de janeiro de 2017, a partir da fusão das antigas comunas de Saint-Bonnet-de-Montauroux e Laval-Atger.